# OFC Champions League 2014/15
Die OFC Champions League 2014/15 war die 14. Ausspielung eines ozeanischen Meister-Wettbewerbs für Vereinsmannschaften im Fußball. Die Qualifikation fand zwischen dem 7. und 11. Oktober 2014 in Samoa statt. Die Gruppenphase beginnt am 17. April 2014. Die Modusänderungen, die in der vorherigen Saison getroffen wurden, blieben erhalten. Die eigentliche Gruppenphase mit elf Vereinen aus den sieben spielstärksten Ländern (davon je zwei aus Fidschi, Neuseeland, Tahiti und Vanuatu, sowie je eine aus Neukaledonien, Papua-Neuguinea und den Salomonen) war eine Qualifikationsrunde mit den Meistern aus Amerikanisch-Samoa, den Cookinseln, Samoa und Tonga vorgeschaltet. Diese vier Mannschaften spielten in einem Rundenturnier Jeder gegen Jeden den zwölften Teilnehmer an der Gruppenphase aus. Lupe o le Soaga konnte sich als Gruppensieger für die Gruppenphase qualifizieren.
In der Gruppenphase spielten zwölf Mannschaften in drei Vierergruppen die Halbfinalteilnehmer aus, für das die drei Gruppensieger und der beste Zweitplatzierte qualifiziert waren. Die Gruppenphase fand in Turnierform auf Fidschi im April 2015 statt.
Der Sieger der OFC Champions League qualifizierte sich für die FIFA-Klub-Weltmeisterschaft 2015. Beide Finalisten qualifizierten sich zudem für den OFC President’s Cup 2015, bei dem noch zwei Vereine aus Asien und zwei weitere Teams teilnahmen.

## Teilnehmer
| Land                         | Verein                      | Qualifiziert durch                                                                         |
| Vereine in der Gruppenphase  | Vereine in der Gruppenphase | Vereine in der Gruppenphase                                                                |
| ---------------------------- | --------------------------- | ------------------------------------------------------------------------------------------ |
| Fidschi                      | Suva F.C.                   | Meister der National Football League 2014                                                  |
| Fidschi                      | Ba FC                       | Vizemeister der National Football League 2014                                              |
| Neuseeland                   | Auckland City FC            | Sieger des ASB Premiership Finales 2013/14 Erster der ASB Premiership 2013/14 Gruppenphase |
| Neuseeland                   | Team Wellington             | Zweiter der ASB Premiership 2013/14 Gruppenphase                                           |
| Tahiti                       | AS Pirae                    | Meister der Tahiti Ligue 1 2013/14                                                         |
| Tahiti                       | AS Tefana                   | Erster der Tahiti Division Fédérale 2014/15 Gruppenphase                                   |
| Vanuatu                      | Tafea F.C.                  | Meister der TVL League 2013/14                                                             |
| Vanuatu                      | Amicale FC                  | Vizemeister der TVL League 2013/14                                                         |
| Neukaledonien                | FC Gaïtcha                  | Meister der Division d’Honneur 2013                                                        |
| Papua-Neuguinea              | Hekari United FC            | Meister der Papua New Guinea National Soccer League 2014                                   |
| Salomonen                    | Western United FC           | Meister der Telekom S-League 2014/15                                                       |
| Vereine in der Qualifikation |                             |                                                                                            |
| Amerikanisch-Samoa           | FC SKBC                     | Meister der FFAS Senior League 2013                                                        |
| Cookinseln                   | Puaikura FC                 | Meister des Cook Islands Round Cup 2013                                                    |
| Samoa                        | Lupe o le Soaga             | Meister der Samoa National League 2012/13                                                  |
| Tonga                        | Lotohaʻapai United          | Meister der Tonga Major League 2013                                                        |

## Qualifikation
Die Qualifikationsphase fand vom 7. bis zum 11. Oktober 2014 in Apia (National Soccer Stadium), Samoa statt. Die Auslosung wurde am 22. September 2014 in Auckland, Neuseeland durchgeführt. Die vier Vereine spielten ein Rundenturnier und der Gewinner zog mit den anderen elf direkt qualifizierten Teilnehmern in die Gruppenphase ein. Der samoanische Verein Lupe o le Soaga konnte alle drei Spiele für sich entscheiden und steht somit in der Endrunde der OFC Champions League.
| Pl. | Verein             | Sp. | S | U | N | Tore    | Diff. | Punkte |
| --- | ------------------ | --- | - | - | - | ------- | ----- | ------ |
| 1.  | Lupe o le Soaga    | 3   | 3 | 0 | 0 | 010:200 | +8    | 09     |
| 2.  | Puaikura FC        | 3   | 1 | 1 | 1 | 004:400 | ±0    | 04     |
| 3.  | Lotohaʻapai United | 3   | 1 | 0 | 2 | 004:300 | +1    | 03     |
| 4.  | FC SKBC            | 3   | 0 | 1 | 2 | 002:110 | −9    | 01     |

| 7. Oktober 2014    |     |                    |
| FC SKBC            | 1:1 | Puaikura FC        |
| Lotoha’apai United | 0:1 | Lupe o le Soaga    |
| 9. Oktober 2014    |     |                    |
| FC SKBC            | 1:4 | Lotoha’apai United |
| Lupe o le Soaga    | 3:2 | Puaikura FC        |
| 11. Oktober 2014   |     |                    |
| Puaikura FC        | 1:0 | Lotoha’apai United |
| Lupe o le Soaga    | 6:0 | FC SKBC            |

## Gruppenphase
Die Gruppenphase fand zwischen dem 11. und 18. April 2015 in Fidschi statt. Die zwölf Vereine wurden in drei Gruppen mit jeweils vier Teams aufgeteilt, mit der Beschränkung, dass Vereine aus demselben Land nicht in dieselbe Gruppe gelost werden konnten. In jeder Gruppe spielten die Teams einmal gegeneinander. Die Gruppensieger, sowie der beste Zweitplatzierte zogen in das Halbfinale ein.
Die Spiele der Gruppe A wurden im Govind Park in Ba, die Spiele der Gruppen B und C im ANZ National Stadium in Suva, ausgetragen.

### Gruppe A
| Pl. | Verein          | Sp. | S | U | N | Tore    | Diff. | Punkte |
| --- | --------------- | --- | - | - | - | ------- | ----- | ------ |
| 1.  | Ba FC           | 3   | 3 | 0 | 0 | 008:100 | +7    | 09     |
| 2.  | FC Gaïtcha      | 3   | 2 | 0 | 1 | 013:600 | +7    | 06     |
| 3.  | AS Pirae        | 3   | 0 | 1 | 2 | 005:100 | −5    | 01     |
| 4.  | Lupe o le Soaga | 3   | 0 | 1 | 2 | 005:140 | −9    | 01     |

| 11. April 2015 |     |                |
| AS Pirae       | 3:3 | Lupe ole Soaga |
| Ba FC          | 3:0 | FC Gaïtcha     |
| 14. April 2015 |     |                |
| Lupe ole Soaga | 1:3 | Ba FC          |
| FC Gaïtcha     | 5:2 | AS Pirae       |
| 18. April 2015 |     |                |
| FC Gaïtcha     | 8:1 | Lupe ole Soaga |
| AS Pirae       | 0:2 | Ba FC          |

### Gruppe B
| Pl. | Verein            | Sp. | S | U | N | Tore    | Diff. | Punkte |
| --- | ----------------- | --- | - | - | - | ------- | ----- | ------ |
| 1.  | Auckland City FC  | 3   | 3 | 0 | 0 | 009:000 | +9    | 09     |
| 2.  | Amicale FC        | 3   | 2 | 0 | 1 | 004:500 | −1    | 06     |
| 3.  | Suva FC           | 3   | 1 | 0 | 2 | 005:700 | −2    | 03     |
| 4.  | Western United FC | 3   | 0 | 0 | 3 | 001:700 | −6    | 0      |

| 11. April 2015    |     |                   |
| Auckland City FC  | 3:0 | Suva FC           |
| Western United FC | 0:1 | Amicale FC        |
| 14. April 2015    |     |                   |
| Auckland City FC  | 3:0 | Western United FC |
| Amicale FC        | 3:2 | Suva FC           |
| 18. April 2015    |     |                   |
| Suva FC           | 3:1 | Western United FC |
| Amicale FC        | 0:3 | Auckland City FC  |

### Gruppe C
| Pl. | Verein           | Sp. | S | U | N | Tore    | Diff. | Punkte |
| --- | ---------------- | --- | - | - | - | ------- | ----- | ------ |
| 1.  | Team Wellington  | 3   | 3 | 0 | 0 | 007:300 | +4    | 09     |
| 2.  | Hekari United FC | 3   | 2 | 0 | 1 | 006:600 | ±0    | 06     |
| 3.  | Tafea F.C.       | 3   | 0 | 1 | 2 | 005:700 | −2    | 01     |
| 4.  | AS Tefana        | 3   | 0 | 1 | 2 | 004:600 | −2    | 01     |

| 12. April 2015   |     |                  |
| Tafea F.C.       | 2:3 | Hekari United FC |
| Team Wellington  | 2:1 | AS Tefana        |
| 15. April 2015   |     |                  |
| Hekari United FC | 0:2 | Team Wellington  |
| AS Tefana        | 1:1 | Tafea F.C.       |
| 17. April 2015   |     |                  |
| AS Tefana        | 2:3 | Hekari United FC |
| Tafea F.C.       | 2:3 | Team Wellington  |

### Rangliste der Gruppenzweiten
| Pl. | Verein           | Sp. | S | U | N | Tore    | Diff. | Punkte |
| --- | ---------------- | --- | - | - | - | ------- | ----- | ------ |
| 1.  | FC Gaïtcha       | 3   | 2 | 0 | 1 | 013:600 | +7    | 06     |
| 2.  | Hekari United FC | 3   | 2 | 0 | 1 | 006:600 | ±0    | 06     |
| 3.  | Amicale FC       | 3   | 2 | 0 | 1 | 004:500 | −1    | 06     |

## K.-o.-Phase

### Halbfinale
Die Halbfinalspiele fanden am 21. April im ANZ National Stadium in Suva statt.
|            | Ergebnis |                  |
| ---------- | -------- | ---------------- |
| FC Gaïtcha | 0:1      | Auckland City FC |
| Ba FC      | 0:2      | Team Wellington  |

### Finale
| Auckland City FC                                                 | Auckland City FC | Team Wellington | Team Wellington |
| ---------------------------------------------------------------- | --- | --- | --------------- |
| Auckland City FC                                                 | \| 26. April 2015 um 19:00 Uhr (FJI) in Suva (ANZ National Stadium) \| \| Ergebnis: 1:1 n. V. (1:1, 1:0), 4:3 i. E. \| \| Zuschauer: 3.000 \| \| Schiedsrichter: Norbert Haunata ( Tahiti) \| \| Spielbericht \|                                                     | \| 26. April 2015 um 19:00 Uhr (FJI) in Suva (ANZ National Stadium) \| \| Ergebnis: 1:1 n. V. (1:1, 1:0), 4:3 i. E. \| \| Zuschauer: 3.000 \| \| Schiedsrichter: Norbert Haunata ( Tahiti) \| \| Spielbericht \|                       | Team Wellington |
| Auckland City FC                                                 | Tamati Williams – Marko Đorđević, Takuya Iwata, Ángel Berlanga, Darren White – Mario Bilen, Iván Carril Regueiro (90. Kim Dae-wook), Ivan Vicelich (98. Adam McGeorge) – Ryan De Vries, João Moreira (85. Gustavo Souto), David Browne Cheftrainer: Ramon Tribulietx | Michael O’Keeffe – Aaron Scott (78. Tim Myers), Bill Robertson, Ian Hogg – Cole Peverley , Michael Gwyther, Alex Feneridis, Justin Gulley, Christopher Bale – Tom Jackson (33. Sean Lovemore), Luis Corrales Cheftrainer: Matt Calcott | Team Wellington |
| Auckland City FC                                                 | 1:0 João Moreira (17.) | 1:1 Ian Hogg (78.) | Team Wellington |
| Auckland City FC                                                 | Elfmeterschießen | | Team Wellington |
| Auckland City FC                                                 | 1:1 Marko Đorđević Ángel Berlanga 2:2 Adam McGeorge 3:3 David Browne 4:3 Kim Dae-wook | 0:1 Alex Feneridis Luis Corrales 1:2 Cole Peverley 2:3 Justin Gulley Ian Hogg | Team Wellington |
| Auckland City FC                                                 | Iván Carril Regueiro (40.), David Browne (77.), Mario Bilen (97.) | Bill Robertson (13.), Michael Gwyther (32.), Alex Feneridis (39.), Ian Hogg (72.), Sean Lovemore (97.) | Team Wellington |
| Auckland City FC                                                 | Christopher Bale (112.) | | Team Wellington |
| 26. April 2015 um 19:00 Uhr (FJI) in Suva (ANZ National Stadium) | | |                 |
| Ergebnis: 1:1 n. V. (1:1, 1:0), 4:3 i. E.                        | | |                 |
| Zuschauer: 3.000                                                 | | |                 |
| Schiedsrichter: Norbert Haunata ( Tahiti)                        | | |                 |
| Spielbericht                                                     | | |                 |

## Beste Torschützen
Nachfolgend sind die besten Torschützen der OFC-Champions-League-Saison (ohne Qualifikation) aufgeführt.
| Rang | Spieler            | Klub            | Tore |
| ---- | ------------------ | --------------- | ---- |
| 1    | Saula Waqa         | Ba FC           | 5    |
| 2    | Jean Kaltack       | Tafea F.C.      | 4    |
|      | João Moreira       | Auckland City   | 4    |
| 4    | Michael Gwyther    | Team Wellington | 3    |
|      | Bertrand Kaï       | FC Gaïtcha      | 3    |
|      | Jarrod Smith       | Team Wellington | 3    |
|      | Jean-Christ Wajoka | FC Gaïtcha      | 3    |